# Hrvatski lokalni izbori 2005.
Hrvatski lokalni izbori 2005. su održani 15. svibnja 2005. Izbori su održani za izbor zastupnika u općinskim i gradskim vijećima, te članova županijskih vijeća i župana. To su bili zadnji izbori na kojima su načelnici, gradonačelnici i župani natpolovičnom većinom koalicije u vijeću. 

## Rezutati
| Rezultati hrvatskih lokalnih izbora 2005. | Rezultati hrvatskih lokalnih izbora 2005. | Rezultati hrvatskih lokalnih izbora 2005. |
| Županija                                  | Županijsko vijeće                         | Županijsko vijeće                         |
| Županija                                  | Stranka                                   | Odziv                                     |
| ----------------------------------------- | ----------------------------------------- | ----------------------------------------- |
| Bjelovarsko-bilogorska županija           | HSS (36,9%)                               | 41,8%                                     |
| Brodsko-posavska županija                 | HSS (30,1%)                               | 40,3%                                     |
| Dubrovačko-neretvanska županija           | SDP (35,6%)                               | 51,8%                                     |
| Istarska županija                         | IDS (41,9%)                               | 42,4%                                     |
| Karlovačka županija                       | HDZ (37,9%)                               | 42,5%                                     |
| Koprivničko-križevačka županija           | HSS (59,3%)                               | 45,6%                                     |
| Krapinsko-zagorska županija               | HDZ (29,9%)                               | 42,9%                                     |
| Ličko-senjska županija                    | HDZ (51,1%)                               | 45,1%                                     |
| Međimurska županija                       | HNS (30,0%)                               | 41.9%                                     |
| Osječko-baranjska županija                | NEZ.(26,9%)                               | 43,8%                                     |
| Požeško-slavonska županija                | HDZ (32,5%)                               | 43,7%                                     |
| Primorsko-goranska županija               | SDP (47,3%)                               | 37,3%                                     |
| Sisačko-moslavačka županija               | SDP (35,0%)                               | 41,8%                                     |
| Splitsko-dalmatinska županija             | HDZ (32,5%)                               | 38,6%                                     |
| Šibensko-kninska županija                 | HDZ (36,6%)                               | 39,9%                                     |
| Varaždinska županija                      | HNS (49,8%)                               | 51,8%                                     |
| Virovitičko-podravska županija            | HDZ (37,4%)                               | 42,3%                                     |
| Vukovarsko-srijemska županija             | HDZ (30,7%)                               | 39,5%                                     |
| Zadarska županija                         | HDZ (40,9%)                               | 40,8%                                     |
| Zagrebačka županija                       | HSS (33,9%)                               | 40,2%                                     |
| Grad Zagreb                               | SDP (41,0%)                               | 35,9%                                     |

Izvor: Državno izborno povjerenstvo